# Mackenziaena
Mackenziaena är ett litet fågelsläkte i familjen myrfåglar inom ordningen tättingar. Släktet omfattar endast två arter som förekommer i sydöstra Brasilien, östra Paraguay och nordostligaste Argentina:
- Bredstjärtad myrtörnskata (M. leachii)
- Tofsmyrtörnskata (M. severa)